# ام‌کی۸۱
مارک ۸۱ (به انگلیسی: Mark 81) یا ام‌کی۸۱ (به انگلیسی: Mark 81) بمب چندمنظوره‌ای است با وزن ۱۱۳ کیلوگرم. این بمب به فایرکرکر(Firecracker) معروف است و کوچکترین بمب از خانوادهٔ بمب‌های سری مارک ۸۰ می‌باشد. این بمب یک بمب کم پسار است.